# Посесионе (Мантова)
Посесионе је насеље у Италији у округу Мантова, региону Ломбардија.
Према процени из 2011. у насељу је живело 37 становника. Насеље се налази на надморској висини од 33 м.